# Stolella himalayana
Stolella himalayana är en mossdjursart som beskrevs av Annandale 1911. Stolella himalayana ingår i släktet Stolella och familjen Plumatellidae. Inga underarter finns listade i Catalogue of Life.